# 田崎恵美
田崎 恵美（たざき めぐみ、1987年 - ）は、大阪府出身の映画監督。

## 来歴
お茶の水女子大学文教育学部に在学中の2007年に早稲田大学映画研究会に入り、自主映画を監督するようになる。2011年に第64回カンヌ国際映画祭の短編コンペティション部門（全9作品）において監督作『ふたつのウーテル』が上映された。

## フィルモグラフィ

### 監督作品

#### 短編
- アンナと二階の部屋（15分）
- ふたつのウーテル Paternal Womb （2010年／15分）
  - UNIJAPANによる（若手映像クリエーターを対象とした）映像制作プロジェクト作品

#### 中編
- ハイランド（68分）
- 海にしずめる（53分）

### 主な出演作品
- いえのおと（監督：依田真由美／72分）
  - 第21回東京学生映画祭（2009年） 準グランプリ受賞
- トマトの食べ方（監督：依田真由美）

## 主な受賞歴

### 受賞
- 2009年 第3回TOHOシネマズ学生映画祭 ショートフィルム部門 グランプリ（『アンナと二階の部屋』）
- 2010年 第22回東京学生映画祭 グランプリ（『ハイランド』）
- 2010年 第32回ぴあフィルムフェスティバル エンタテインメント賞（『アンナと二階の部屋』）
- 2010年 第32回ぴあフィルムフェスティバル 企画賞（『アンナと二階の部屋』）

### ノミネート
- 2011年 第64回カンヌ国際映画祭 短編コンペティション部門（『ふたつのウーテル』）